# パリ、ジュテーム
『パリ、ジュテーム』（Paris, je t'aime）は、2006年のフランスの映画。世界中の18人の監督による「愛」をテーマにした短編オムニバス映画である。パリ20区のうち18の区を舞台に、1区につき約5分間の短編映画にしている。
第59回カンヌ国際映画祭「ある視点部門」オープニング作品。
2009年にはニューヨーク編となる『ニューヨーク、アイラブユー』が同じエマニュエル・ベンビイ製作で公開された。

## 各話

### 「モンマルトル」Montmartre
- 18区：モンマルトル
- 監督・脚本：ブリュノ・ポダリデス（フランス語版）
- 撮影：マチュー・ポワロ＝デルペッシュ
- 出演：フロランス・ミュレール（フランス語版）(若い女)、ブリュノ・ポダリデス（フランス語版）(車の男)

### 「セーヌ河岸」Quais de Seine
- 5区：セーヌ河岸
- 監督・脚本：グリンダ・チャーダ
- 共同脚本家：ポール・マイェダ・ベルジュ
- 撮影：ダヴィッド・ケズマン
- 出演：レイラ・ベクティ(ザルカ)、シリル・デクール（フランス語版）(フランソワ)

### 「マレ地区」Le Marais
- 4区：ル・マレ
- 監督・脚本：ガス・ヴァン・サント
- 撮影：パスカル・ラボー
- 出演：マリアンヌ・フェイスフル(マリアンヌ)、イライアス・マッコネル(エリー)、ギャスパー・ウリエル(ガスパール)

### 「チュイルリー」Tuileries
- 1区：チュイルリー駅
- 監督・脚本：ジョエル＆イーサン・コーエン
- 撮影：ブリュノ・デルボネル
- 出演：スティーヴ・ブシェミ(観光客)、ジュリー・バタイユ（フランス語版）(ジュリー)、アクセル・キーナー（フランス語版）(アクセル)

### 「16区から遠く離れて」Loin du 16e
- 16区
- 監督・脚本：ウォルター・サレス、ダニエラ・トマス
- 撮影：エリック・ゴーチエ
- 出演：カタリーナ・サンディーノ・モレノ

### 「ショワジー門」Porte de Choisy
- 13区：ショワジー門
- 監督・脚本：クリストファー・ドイル
- 脚本協力：ガブリエル・ケン・ペラルタ、レイン・キャシー・リ
- 出演：リ・シン(マダム・リ)、バーベイ・シュローダー(ムッシュー・アンリ)

### 「バスティーユ」Bastille
- 12区：バスティーユ
- 監督・脚本：イサベル・コイシェ
- 撮影：ジャン＝クロード・ラリウ
- 出演：ミランダ・リチャードソン(赤いトレンチコートの女)、セルジョ・カステッリット(夫)、レオノール・ワトリング(愛人)

### 「ヴィクトワール広場」Place des Victoires
- 2区：ヴィクトワール広場
- 監督・脚本：諏訪敦彦
- 撮影：パスカル・マルティ
- 出演：ジュリエット・ビノシュ(シュザンヌ)、ウィレム・デフォー(カウボーイ)、イポリット・ジラルド(父)

### 「エッフェル塔」Tour Eiffel
- 7区：エッフェル塔
- 監督・脚本：シルヴァン・ショメ
- 撮影：エリック・ギシャール
- 出演：ヨランド・モロー(マイムする女)、ポール・パトナー(マイムする男)
- 特殊効果：Pieter Van Houtte & Raf Schoenmaker

### 「モンソー公園」Parc Monceau
- 17区：モンソー公園
- 監督・脚本：アルフォンソ・キュアロン
- 撮影：マイケル・セラシン
- 出演：ニック・ノルティ(ヴァンサン／ヴィンセント)、リュディヴィーヌ・サニエ(クレール／クレア)

### 「デ・ザンファン・ルージュ地区」Quartier des Enfants Rouges
- 3区：デ・ザンファン・ルージュ地区
- 監督・脚本：オリヴィエ・アサヤス
- 撮影：ジャン＝クロード・ラリウ
- 出演：マギー・ジレンホール(リズ)、リオネル・ドレー(ケン)

### 「お祭り広場」Place des Fêtes
- 19区 (パリ)：プラス・デ・フェット駅
- 監督・脚本：オリヴァー・シュミッツ
- 撮影：ミシェル・アマチュー
- 出演：アイサ・マイガ（フランス語版）(ソフィー)、セイドゥ・ボロ（フランス語版）(ハッサン)

### 「ピガール」Pigalle
- 9区：ピガール広場
- 監督・脚本：リチャード・ラグラヴェネーズ
- 撮影：ジェラール・ステラン
- 出演：ファニー・アルダン(ファニー)、ボブ・ホスキンス(ボブ)

### 「マドレーヌ界隈」Quartier de la Madeleine
- 8区：マドレーヌ界隈
- 監督・脚本：ヴィンチェンゾ・ナタリ
- 撮影：永田鉄男
- 出演：イライジャ・ウッド(少年)、オルガ・キュリレンコ(吸血鬼)

### 「ペール・ラシェーズ墓地」Père-Lachaise
- 20区：ペール・ラシェーズ墓地
- 監督・脚本：ウェス・クレイヴン
- 撮影：マキシム・アレグザンドル
- 出演：エミリー・モーティマー(フランシス)、ルーファス・シューエル(ウィリアム)

### 「フォブール・サン・ドニ」Faubourg Saint-Denis
- 10区：フォブール＝サン＝ドニ通り
- 監督：トム・ティクヴァ
- 撮影：フランク・グリーベ
- 出演：ナタリー・ポートマン(フランシーヌ)、メルキオール・ベスロン(トマ)

### 「カルチェラタン」Quartier Latin
- 6区：カルチエ・ラタン
- 脚本：ジーナ・ローランズ
- 監督：フレデリック・オビュルタン（フランス語版）、ジェラール・ドパルデュー
- 撮影：ピエール・アイム
- 出演：ジーナ・ローランズ(ジーナ)、ベン・ギャザラ(ベン)、ジェラール・ドパルデュー(店主)

### 「14区」14e arrondissement
- 14区
- 監督・脚本：アレクサンダー・ペイン
- 共同脚本：ナディーヌ・エイド
- 撮影：ドニ・ルノワール
- 出演：マーゴ・マーティンデイル(キャロル)

### 他2話
11区と15区は上映版の中に組み込まれなかったが、DVDスペシャル・エディション盤に収録されている。
- 11区 - 監督：ラファエル・ナジャリ／出演：ジュリー・ドパルデュー、ジャン・ミシェル・フェト
- 15区 - 監督：クリストファー・ボー／出演：カミーユ・ジャピ、エリック・プーラン、ジョナタン・ザッカイ

## 日本語吹替
- ブリュノ・ポダリデス（フランス語版）：松本大
- フロランス・ミュレール（フランス語版）：山像かおり
- シリル・デクール（フランス語版）：内田夕夜
- レイラ・ベクティ：木下紗華
- ギャスパー・ウリエル：浪川大輔
- イライアス・マッコネル：藤井啓輔
- マリアンヌ・フィスフル：藤生聖子
- ジュリー・バタイユ：宇乃音亜季
- アクセル・キエネール：加瀬康之
- サンディ・モレノ：三石琴乃
- リー・シェン：堀越知恵
- バーベット・シュローダー：麦人
- セルジオ・カステリット：菅生隆之
- ミランダ・リチャードソン：藤生聖子
- ジュリエット・ビノシュ：山像かおり
- ウィレム・デフォー：古澤徹
- イポリット・ジラルド：丸山壮史
- ニック・ノルティ：玄田哲章
- リュディヴィーヌ・サニエ：小林さやか
- マギー・ジレンホール：三石琴乃
- リオ・ネルドレイ：加瀬康之
- セイドゥ・ボロ（フランス語版）：古澤徹
- アイサ・マイガ（フランス語版）：石井行
- ボブ・ホスキンス：大塚周夫
- ファニー・アルダン：鈴木弘子
- ルーファス・シーウェル：相沢正輝
- イライジャ・ウッド：浪川大輔
- エミリー・モーティマー：小林さやか
- アレクサンダー・ペイン：松本大
- ナタリー・ポートマン：坂本真綾
- メルギオール・ベス：沢田敏子
- ベン・ギャザラ：塚田正昭
- ジェラール・ドパルデュー：玄田哲章
- マーゴ・マーティンデイル：藤生聖子

## その他
- 1965年にも同様に、パリの6つの場所を舞台にしたオムニバス映画『パリところどころ』 Paris vu par... が制作されている。この映画をプロデュースし、第二話「北駅」にも出演していたバーベット・シュローダーは、『パリ、ジュテーム』の「ショワジー門」（13区）に主演している。
- 監督の一人として押井守が参加する予定であったが流れてしまい後にその時に設定された舞台・プロットを一部変更し『Je t'aime』が制作された。
- 劇場未公開の2話がDVDには特典として収められている。